# Никола Славов
Никола Славов е български революционер, участник в Четата на Хаджи Димитър и Стефан Караджа.

## Биография
Никола Славов е роден през 1840 г. в с. Петково, Ахъчелебийско. Родът му произхожда от рода на основателя на селото Узун Петко. Никола Славов е най-малкият от трима братя. Баща му, Славо Петков, минава за сравнително заможен за времето си търговец и абаджия. Той притежава дюкян в Гюмюрджина, където Никола Славов работи като абаджия с братята си Петко и Ташо. За разлика от тях, Никола е буен и свободолюбив и през 1864 г. след скарване с братята си, които се опасяват, че неговото свободолюбие ще им донесе проблеми с турските власти, той ги напуска и през Пловдив заминава за Румъния, където влиза в редиците на хъшовете. В Букурещ научава за организирането на четата на Хаджи Димитър и Стефан Караджа и се включва в нея. Участва във всички битки на четата с турците, загива в последното сражение на връх Бузлуджа.